# ヒュー・クリフォード (第3代クリフォード男爵)
第3代チャッドリーのクリフォード男爵ヒュー・クリフォード（英語: Hugh Clifford, 3rd Baron Clifford of Chudleigh、1700年4月14日 – 1732年3月26日）は、イギリスの貴族。

## 生涯
第2代チャッドリーのクリフォード男爵ヒュー・クリフォードとアン・プレストン（Anne Preston、1734年7月5日没、トマス・プレストンの娘）の息子として、1700年4月14日に生まれた。
1725年10月14日、父が反対したにもかかわらずエリザベス・ブラウント（Elizabeth Blount、1778年11月没、エドワード・ブラウントの娘）と結婚、2男1女をもうけた。
- ヒュー（1726年 – 1783年） - 第4代クリフォード男爵
- メアリー（1731年4月27日 – ?） - 1766年4月14日、第4代準男爵サー・エドワード・スミスと結婚、子供あり
- トマス（1732年8月22日 – 1787年7月16日） - 1762年2月2日、バーバラ・アストン（Barbara Aston、1744年9月4日 – 1786年8月2日、第5代フォーファーのアストン卿ジェームズ・アストンの娘）と結婚、子供あり。初代準男爵サー・トマス・ヒュー・クリフォード＝コンスタブルの父、初代準男爵サー・チャールズ・クリフォード（英語版）の祖父

1730年10月12日に父が死去すると、チャッドリーのクリフォード男爵の爵位を継承した。
1732年3月26日にアッグブルックで死去、同地で埋葬された。長男ヒューが爵位を継承した。